# Anarchistische GummiZelle
Die Anarchistische GummiZelle (AGZ) ist eine Künstlergruppe mit dem Schwerpunkt Performance und wurde 1980 gegründet. Die AGZ war in der Mitte der 1980er Jahre in Deutschland als Performancegruppe bekannt, neben Gruppen wie „Schmelzdahin“ oder „Die Tödliche Doris“.
Nachdem die AGZ in den 1990er Jahren kaum öffentliche Auftritte hatte, ist sie seit 2002 wieder aktiv.
Die Mitglieder der AGZ sind:
Stefan Ettlinger, Heinz Hausmann und Uli Sappok. Bertram Jesdinsky, der die AGZ mit begründet hat, verstarb 1992. Mitbegründer Otto Müller starb am 24. September 2019. Thorsten Ebeling, ebenfalls Mitbegründer, ist seit Mai 2010 nicht mehr Mitglied der AGZ.

## Porträt
Die AGZ begann Ende der 1970er Jahre mit Experimentalfilm. 1981 erhielt sie beim Wettbewerb „Filmzwerge“ im Rahmen des „Festivals des unabhängigen Films“ in Münster den 1. Preis für ihren gemeinschaftlich hergestellten Super-8-Film „Im Rhenushaus“.
Aus begleitenden Aktionen zu den Vorführungen eigener Super-8-Filme entstanden dann rasch eigenständige Performances. Höhepunkte der Tätigkeit der AGZ in den 1980er Jahren war die Zusammenarbeit mit Heiner Goebbels (beim Jazzfestival Moers) und die Performance „4 Spielkarten und 3 Möbelstücke“.
2002 kam die Gruppe wieder zusammen, und 2003 erhielt sie von der Filmstiftung Nordrhein-Westfalen eine Vertriebsförderung für das Projekt „Anarchiv(GZ)“. Die AGZ digitalisierte damit ihr gesamtes Experimentalfilm-Werk der 1980er Jahre (die gemeinschaftlich hergestellten Filme und die Filme der einzelnen Mitglieder der AGZ) und machte es so für junge Filmemacher zugänglich.
Die 2005 beim 18. Stuttgarter Filmwinter gezeigte Performance „Emotionsdiktat oder: Entdeckung der Zweisamkeit“ wurde mit dem „Milla und Partner-Preis“ ausgezeichnet. Der Preis ging an die von der AGZ gegründete Nachwuchsgruppe „5,-DM“, mit der sie die Performance gemeinsam realisiert hatte.

## Performances
- 1983
  - 3. Osnabrücker Experimental-Workshop - „Hägarperformance“
  - „Wildes Kino“ im Metropolis Kino, Hamburg - „Tarzanperformance“
  - „Kulturwoche“, Düsseldorf - „Dämpferklän“
  - „Lange Nacht“ im Metropolis Kino, Hamburg - „Kulturaustausch“, „Hexenperformance“, „Orgasms“

- 1984
  - 4. Osnabrücker Experimental-Workshop - „Große Multimediaperformance“, „Autoperformance“ (Urfassung)
  - Geminox-Festival, Frankfurt - „Persischer Golf gegen englischen Rasen“
  - „1. Treffen der Messenger“ in der Hörnli-Hütte unterhalb des Gipfels des Matterhorns - nächtliche Projektion auf das Matterhorn
  - Space Gallery, Tokio - „Jarman Music on Japanese Computer“
  - Metropolis Kino, Hamburg / Arsenal, Berlin / Batschkapp, Frankfurt / Werkstattkino, München - „4 Spielkarten und 3 Möbelstücke“

- 1985
  - Altersheim der Gerresheimer Glashütte, Düsseldorf - Programm für SeniorInnen mit Performance, Filmvorführung und Musik
  - Jazzfestival Moers - Rahmengestaltung von „Compilation“ von Heiner Goebbels
  - „Videonacht“ beim NDR - Remake von Roger Cormans „The Terror“ als Performance

- 1986
  - Jazzhaus Köln - „Die Eilige Familie“
  - „Kultur 90“ auf dem Jagenberggelände, Düsseldorf - „Autoperformance“ (1. Neufassung)
  - Galerie Thieme, Darmstadt - „Die Eilige Familie“
  - „AVE“-Festival, Arnheim, Holland - „Die Eilige Familie“
  - „Filmszene Nordrhein-Westfalen“, Bonn - „Die Eilige Familie“

- 1987
  - „Städtetage“ im Alabamakino, Hamburg - „Die Eilige Familie“
  - Universitätstheater Budapest - „Nach dem Krieg“

- 1988
  - „AVE“-Festival, Arnheim, Holland - „Die Eilige Familie“

- 1989
  - 7. Internationales Filmfest „Interfilm“, Berlin - „Sekttrinken mal anders“
  - „Offener Kanal Berlin“ - Sendung mit der live-Performance „Bei uns daheim - Liveschaltung aus der Raumstation AGZ 10-j eine Weihnachtssendung“

- 2003
  - Kunsthalle Baden-Baden - „Was Warmes für den Winter 2“

- 2004
  - 20. Internationales KurzFilmFestival, Hamburg - „Spiel für den Zuschauer“
  - Kunsthalle Baden-Baden - „Was Warmes für den Winter 3.0“

- 2005
  - 18. Stuttgarter Filmwinter - „Emotionsdiktat oder: Entdeckung der Zweisamkeit“, ausgezeichnet mit dem „Milla und Partner-Preis“ (Medien im Raum)
  - Kurzfilmtage Oberhausen - Performances als Begleitung zu den Filmvorführungen der AGZ
  - „ZOMBIE MEDIEN“ im Staatstheater Stuttgart - „C64“
  - „reel to real“ im Künstlerhaus Mousonturm, Frankfurt - „Feier im Alten Perforierten Stil“

- 2006
  - HBK Braunschweig - 3. feierliche Eröffnung der PerfAk (PerformanceAkademie)
  - „Blind Date 06“, Kunstverein Hannover - „Gaheim und Garten - S. 23 H.I.A.M. - W.S.D.?“

- 2007
  - Kunsthalle Baden-Baden - „Carwars für Mama und Papa“ (2. Neufassung der „Autoperformance“)

- 2009
  - Black Box, Kino im Filmmuseum Düsseldorf - „Der Abend, an dem die Erde in sich ging“

## Filme
Neben Performances hat die Anarchistische GummiZelle verschiedene gemeinschaftliche Filmprojekte realisiert, unter anderem 1986 bis 1988 den Spielfilm „An den Molen solls nicht liegen“ (16 mm Farbe, produziert mit Mitteln aus der Filmförderung NRW).
Stefan Ettlinger, Bertram Jesdinsky, Otto Müller und Uli Sappok haben zahlreiche eigene Super-8-Filme produziert, die in den 80er Jahren an vielen Orten gezeigt wurden, meist mit dem Vorspann: „AGZ zeigt: ...“ oder „AGZ - Abteilung für Kunstpflege zeigt: ....“. Oft waren diese Vorführungen verbunden mit Auftritten der AGZ als Gruppe (mit Performances und/oder mit Livemusik).